# Ernst Gustav Kraatz
Ernst Gustav Kraatz (Berlino, 13 marzo 1831 – Berlino, 2 novembre 1909) è stato un entomologo e zoologo tedesco.
Kraatz è nato a Berlino il 13 marzo 1831 e morì nella medesima città dove divenne docente presso l'Università di Berlino. Era principalmente interessato ai coleotteri. La sua collezione, attualmente, è conservata presso l'Istituto tedesco di entomologia. Kraatz ha lavorato sulla fauna di tutto il mondo, con le vaste collezioni del Museum für Naturkunde.

## Opere
- Kraatz, G. (1856a-1857a) Naturgeschichte der Insecten Deutschlands. Abt. 1. Coleoptera. Zweiter Band. Berlin: Verlag der Nicolaischen Buchhandlung, viii+1080 pp.
- Kraatz,G. Prof. Dr. Gustav Kraatz. 50 järingen Jubilaeum 164 pagine, 4 piastre 1906; fornisce una lista completa delle sue pubblicazioni e delle sue specie descritte.

| Kraatz è l'abbreviazione standard utilizzata per le specie animali descritte da Ernst Gustav Kraatz. Categoria:Taxa classificati da Ernst Gustav Kraatz |